# Lola Márquez
Lola Márquez es una soprano peruana, nacida en Lima. Inició sus estudios de canto con Blanca Hauser, luego los siguió con Martha Flores, Paquita Cendra y Manuel Cuadros Barr. Tomó clases de repertorio con Elvira Gayani de Calcagno y Hans Lewitus. 
Tomó el curso de nivel “Teacher Training” - método Suzuki aplicado al canto, con la profesora Päivi Kukkämaki, en The Talent Education Institute of Singing en Vantaa-Helsinki, 
Fue la primera latinoamericana en obtener la certificación de la Asociación Suzuki de la Unión Europea. 
Ha sido representante del método Suzuki para canto en Sudamérica y miembro de la directiva de la Asociación Suzuki del Perú.

## Trayectoria
Ha ofrecido recitales en Lima y otras ciudades del Perú, en Finlandia y Argentina, con el acompañamiento de distinguidos pianistas, como Mario Alvarado, Luchi González, Rosa la Rosa, Jesús Linares, Antonio Mazzini, Luis Antonio Meza y Kathia Palacios. 
En 1999 cantó arias de Puccini en la Temporada de Conciertos de la Orquesta Sinfónica Nacional bajo la dirección del Maestro Manuel Cuadros Barr. Ese mismo año fue invitada a realizar tres recitales de música peruana en Finlandia, con la pianista finlandesa Anna-Lena Hakuli. 
En el año 2000 brindó otro recital dedicado a canciones finlandesas y peruanas, con el acompañamiento del pianista Mario Alvarado, en el Swiss Hotel de Lima, estrenando en esa oportunidad en el Perú un ciclo de canciones de Jean Sibelius (en sueco y finés) y otro del compositor contemporáneo finlandés Timo-Juhani Kyllonen. 
En el 2001 ofreció un recital de lieder y canciones de compositores diversos, acompañada de Mario Alvarado, esta vez en el Auditorio de Derecho de la Pontificia Universidad Católica del Perú, dentro del marco de los Ciclos de Conciertos del Medio Día que repitió en el Auditorio del Centro Cultural Ricardo Palma de Miraflores. El maestro Manuel Cuadros Barr la convocó para cantar como solista el Stabat Mater de Haydn con la Camerata Vocal Orfeo. 
En el 2004, fue de gira como solista de obras barrocas peruanas de Lima Triumphante a Washington, New York, Boston y Houston en USA. (obras de Torrejón y Velasco y Orejón y Aparicio)
En 2005 presentó un recital de obras de compositores contemporáneos peruanos y mexicanos, además de Schubert, Schumann, Wagner, Brahms y Sibelius, con el acompañamiento de la pianista Lidia Guerberof Hahn hispano-argentina residente en México en el Gran Teatro del Norte de la Universidad Nacional de Ingeniería, también este año participó en el estreno en Lima de la versión original completa de El Mesías de Haendel, bajo la dirección del maestro José Quezada Macchiavello.
En abril de 2006, cantó en el estreno contemporáneo de la Misa de Santo Toribio del compositor peruano Melchor Tapia y Zegarra (activo a finales del siglo XVIII y principios del siglo XIX), realizado en la Catedral de Lima por el IV Centenario del ingreso a la patria Celestial de Santo Toribio de Mogrovejo. Es importante destacar que la transcripción de esta obra fue realizada por la propia Lola Márquez. 
En marzo de 2008 participó bajo la dirección del maestro José Quezada Macchiavello, en el estreno contemporáneo de La Pasión Según San Juan de José de Orejón y Aparicio (Huacho-Perú 1705- Lima 1765), obra considerada como la más importante del barroco musical iberoamericano. En 2014 ofreció esta obra en la Catedral de Lima, después de 200 años, incluyendo además en el programa el Stabat Mater de Pergolesi. 
Entre sus más recientes actuaciones destacan la Novena Sinfonía de Beethoven en el Teatro Municipal de Lima y en la Catedral de Chiclayo y el Réquiem de Mozart en la Catedral de Lima con la Schola Cantorum Perú y la Orquesta Lima Triumphante.
Entre noviembre y diciembre de 2013 grabó con el guitarrista Aaron Alva la exigente obra "Hermoso Fuego" del compositor peruano Luis Antonio Meza (1932-2014), bajo la dirección del propio compositor.

## Otras actividades
Ha incursionado también en el teatro musical, actuando en la producción de “La Novicia Rebelde” (The Sound of Music), presentado en Lima, en 1997, por Preludio Producciones.
•	Ha grabado cinco CDS con obras del periodo barroco peruano y latinoamericano con Lima Triumphante. 
•	Ha sido docente en centros educativos de Lima y Piura. En enero de 2000 fue expositora del 1º Seminario y Taller de Educación Musical, organizado por la Pontificia Universidad Católica del Perú y el Foro Latinoamericano de Educación Musical. En verano del 2001 realizó un curso de técnica vocal para el Coro Femenino de la PUCP.
•	Actualmente alterna su rol de solista con la de profesora principal de canto y técnica vocal de la Schola Cantorum Perú, escuela de música de Lima Triumphante.
•	Lola Márquez es la Directora del Programa Música para Transformar Vidas de Lima Triumphante, que ofrece una enseñanza musical e integral a niños becados de escasos recursos, que viven en el Centro Histórico de Lima.

## Repertorio
1. Obras barrocas peruanas, mexicanas y españolas (a solo y dúo, solos en composiciones para coro): Torrejón y Velasco, Orejón y Aparicio, Baltazar Martínez Compañón (todas las piezas de su registro en la versión del ciclo completo), Melchor Tapia, Ignacio Jerusalem, José de Nebra, entre otros.
2. Oratorios y obras sacras de Bach, Haendel, Haydn, Mozart, Brahms
3. Ópera: roles y arias seleccionadas de Purcell, Handel, Mozart, Donizetti, Verdi, Bizet, Puccini
4. Lieder de Schubert, Schumann, Brahms, Wolf, Strauss, Sibelius.
5. Canciones de compositores peruanos: José María Valle-Riestra, Roberto Carpio, Carlos Sánchéz Málaga, Alfonso de Silva, Enrique Iturriaga, Francisco Pulgar Vidal, Luis Antonio Meza, Edgar Valcárcel, José Quezada Macchiavello.
6. Obras diversas de compositores contemporáneos latinoamericanos y europeos.

En 2009, asumió el reto de interpretar la totalidad de las obras encontradas del gran compositor barroco peruano José de Orejón y Aparicio.
- Entre el vasto repertorio de oratorio, lieder y música antigua de Lolita, como la llaman sus amigos, destaca principalmente la música barroca, por la interpretación que logra de estas obras y particularmente por su extenso registro y facilidad para los adornos, como ha sido reconocido en sus actuaciones en Lima, Buenos Aires, Finlandia y Estados Unidos y a través de sus grabaciones en otros países.